# Neve Micha'el
Neve Micha'el (hebrejsky נְוֵה מִיכָאֵל, doslova „Micha'elova oáza“, v oficiálním přepisu do angličtiny Newe Mikha'el) je vesnice typu mošav v Izraeli, v Jeruzalémském distriktu, v Oblastní radě Mate Jehuda.

## Geografie
Leží v nadmořské výšce 351 metrů v zemědělsky využívané pahorkatině Šefela, nedaleko od západního okraje zalesněných svahů Judských hor, v údolí potoka Nachal ha-Ela, do kterého severně od vesnice přitékají z bočního údolí i vádí Nachal Eciona a Nachal Sansan.
Obec se nachází 38 kilometrů od břehu Středozemního moře, cca 50 kilometrů jihovýchodně od centra Tel Avivu, cca 25 kilometrů jihozápadně od historického jádra Jeruzalému a 8 kilometrů jižně od Bejt Šemeš. Neve Micha'el obývají Židé, přičemž osídlení v tomto regionu je etnicky převážně židovské. Mošav je situován 2 kilometry od Zelené linie, která odděluje Izrael v jeho mezinárodně uznávaných hranicích od území Západního břehu Jordánu. Počátkem 21. století byly přilehlé arabské (palestinské) oblastí Západního břehu od Izraele odděleny pomocí bezpečnostní bariéry. Za Zelenou linií se ale v přilehlé části Západního břehu nachází i kompaktní blok židovských osad Guš Ecion včetně velkého města Bejtar Ilit.
Neve Micha'el je na dopravní síť napojen pomocí lokální silnice číslo 367.

## Dějiny
Neve Micha'el byl založen v roce 1958. Novověké židovské osidlování tohoto regionu začalo po válce za nezávislost tedy po roce 1948, kdy Jeruzalémský koridor ovládla izraelská armáda a kdy došlo k vysídlení většiny zdejší arabské populace.
Mošav byl zřízen 29. července 1958. Jeho zakladateli byla skupina Židů z Íránu a Kurdistánu. Původně zde vznikly těsně vedle sebe dvě vesnice: kromě Neve Micha'el ještě Roglit (hebrejsky: רוֹגְלִית). Později byly sloučeny do jedné administrativní obce. Neve Micha'el byl zpočátku koncipován jako středisková obec pro okolní zemědělské vesnice, ale potřeba existence takového centra kvůli založení několika jiných měst v okolním regionu pominula.

## Demografie
Podle údajů z roku 2014 tvořili naprostou většinu obyvatel v Neve Micha'el Židé (včetně statistické kategorie "ostatní", která zahrnuje nearabské obyvatele židovského původu ale bez formální příslušnosti k židovskému náboženství). Jde o menší obec vesnického typu s dlouhodobě mírně rostoucí populací. K 31. prosinci 2014 zde žilo 619 lidí. Během roku 2014 populace stoupla o 4,7 %.
| Rok            | 1972 | 1983 | 1995 | 2001 | 2003 | 2004 | 2005 | 2006 | 2007 | 2008 | 2009 | 2010 | 2011 | 2012 | 2013 | 2014 |
| -------------- | ---- | ---- | ---- | ---- | ---- | ---- | ---- | ---- | ---- | ---- | ---- | ---- | ---- | ---- | ---- | ---- |
| Počet obyvatel | 296  | 303  | 369  | 418  | 415  | 426  | 436  | 428  | 426  | 446  | 471  | 466  | 501  | 559  | 591  | 619  |